# Município de Montville (condado de Medina, Ohio)
O município de Montville (em inglês: Montville Township) é um município localizado no condado de Medina no estado estadounidense de Ohio. No ano de 2010 tinha uma população de 11.185 habitantes e uma densidade populacional de 201,98 pessoas por km².

## Geografia
O município de Montville encontra-se localizado nas coordenadas 41° 05′ 48″ N, 81° 50′ 06″ O. Segundo o Departamento do Censo dos Estados Unidos, o município tem uma superfície total de 55.38 km², da qual 55.22 km² correspondem a terra firme e (0.28%) 0.16 km² é água.

## Demografia
Segundo o censo de 2010, tinha 11.185 habitantes residindo no município de Montville. A densidade populacional era de 201,98 hab./km². Dos 11.185 habitantes, o município de Montville estava composto pelo 95.42% brancos, o 1.42% eram afroamericanos, o 0.09% eram amerindios, o 1.67% eram asiáticos, o 0.01% eram insulares do Pacífico, o 0.34% eram de outras raças e o 1.05% pertenciam a dois ou mais raças. Do total da população o 1.44% eram hispanos ou latinos de qualquer raça.